# Əlif Piriyev
Əlif Turxan oğlu Piriyev (ur. 10 stycznia 1922 we wsi Kultyk w Azerbejdżanie, zm. 20 kwietnia 1986 w Baku) – radziecki wojskowy, starszy porucznik, Bohater Związku Radzieckiego (1945).

## Życiorys
Urodził się w azerskiej rodzinie robotniczej. Skończył 8 klas, pracował jako pomocnik operatora przy wydobyciu ropy naftowej, w październiku 1941 został powołany do Armii Czerwonej, od maja 1942 uczestniczył w wojnie z Niemcami. Walczył na Froncie Południowym, w tym na Północnym Kaukazie, w lutym 1943 brał udział w desancie pod Noworosyjskiem, później w desancie na Kercz i w walkach mających na celu wyzwolenie Krymu. Szczególnie wyróżnił się podczas szturmu Sewastopola jako dowódca oddziału 80 gwardyjskiego pułku strzeleckiego 32 Gwardyjskiej Dywizji Strzekleckiej 2 Gwardyjskiej Armii 4 Frontu Ukraińskiego w stopniu sierżanta w maju 1944, niszcząc granatami trzy stanowiska ogniowe wroga i zadając wrogowi duże straty w ludziach (7 maja) i przejmując dowodzenie po zabitym dowódcy kompanii i zabijając w walce osobiście 15 żołnierzy wroga (9 maja). W 1945 ukończył kursy młodszych poruczników, w 1953 został zwolniony do rezerwy w stopniu starszego porucznika.

## Odznaczenia
- Złota Gwiazda Bohatera Związku Radzieckiego (24 marca 1945)
- Order Lenina
- Order Wojny Ojczyźnianej I klasy

I medale.